# Lissonota fulvipes
Lissonota fulvipes är en stekelart som först beskrevs av Desvignes 1856.  Lissonota fulvipes ingår i släktet Lissonota och familjen brokparasitsteklar. Inga underarter finns listade i Catalogue of Life.